# Klio (Muse)

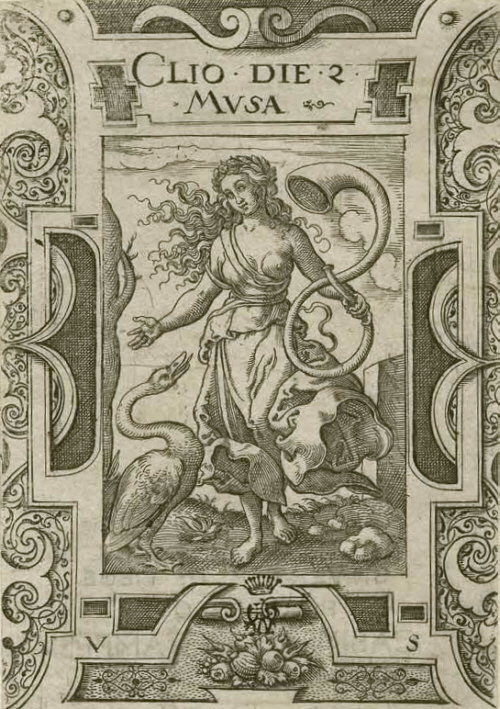
Klio (Stich von Virgil Solis aus P. Ovidii Metamorphosis von 1562).

Klio, Kleio oder Clio (altgriechisch Κλειώ Kleiṓ, deutsch ‚die Rühmerin‘, aus κλεῖν kleín, deutsch ‚rühmen, preisen‘) ist in der griechischen Mythologie eine der neun Musen.
Sie ist die Muse der Heldendichtung und Geschichtsschreibung. In einigen mythologischen Schriften wird sie jedoch auch als Muse des Lyraspiels bezeichnet.
Wie alle Musen ist Klio eine Tochter des Zeus und der Mnemosyne. Klio hatte mit Pierus, dem König von Makedonien, (in anderen Quellen auch Oibalos von Sparta oder Amyklas) den gemeinsamen Sohn Hyazinth. Einige Quellen machen Klio auch zur Mutter von Hymenaios. Andere erzählen von ihr als Mutter des Linus von Argos.
Die Attribute von Klio sind die Papyrusrolle und ein Griffel. Klio ist die Schutzpatronin der Historiker.